# Baba (Jičínská pahorkatina)
Baba (363 m n. m.) je vrch v okrese Mladá Boleslav Středočeského kraje. Leží mezi obcemi Bakov nad Jizerou, Chudoplesy, Kosmonosy, Horní Stakory, na jejich katastrálních územích. Vrch je chráněn jako přírodní rezervace Vrch Baba u Kosmonos. Je to nejvyšší bod Mladoboleslavské kotliny.

## Popis

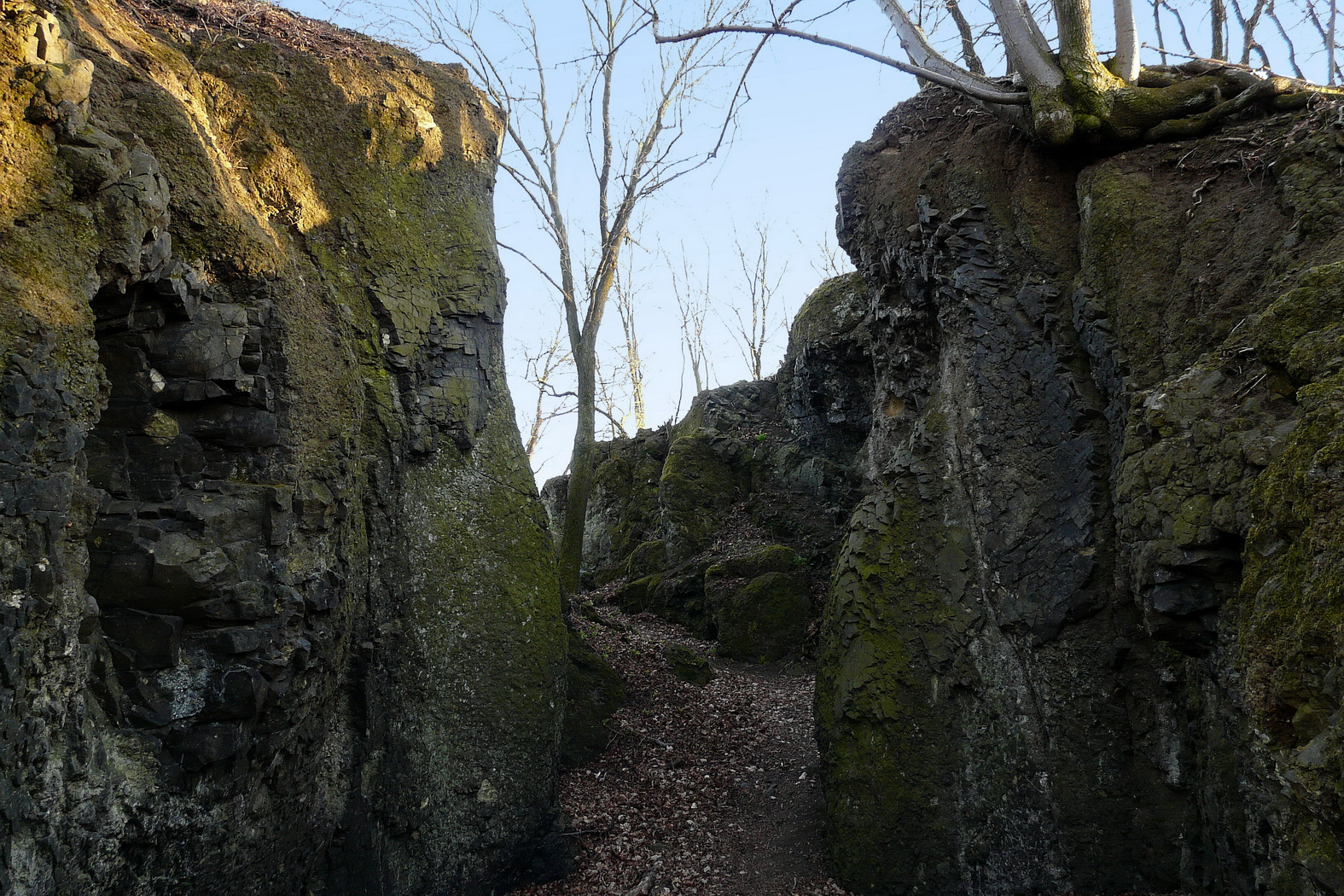
Čedičové skály oddělené lomem na Babě

Baba není jednotlivý vrch, ale tvoří souvrší, skupinu tří vrcholů. Kromě nejvyššího vrcholu Baba, který dal své jméno i rezervaci, ji tvoří též o 260 metrů východněji ležící Dědek (358 m n. m.). Tato dvojice vrcholů leží ve východní části rezervace a jsou součástí jednoho hřbetu. 630 metrů na jihozápad od vrcholu Baba leží, při pohledu ze západu mnohem nápadnější, třetí vrchol zvaný Brejlov (349 m n. m.), což je plošina s osadou Brejlov postavenou v 18. století. Na úbočích Baby je několik vrstevních pramenů, které napájejí i rybníčky, např. Panský rybník na jihu nebo rybníček u Husovy studánky v severní části rezervace. Na neovulkanitech rostou teplomilné doubravy, na svazích dubohabřiny, bučiny, lípy a menší borové a smrkové porosty.
Ohraničení rezervace víceméně kopíruje hranice souvislého zalesnění vrchu. Nejlepší výhled je z Dědka (Pojizeří, Český ráj, Ještědsko-kozákovský hřbet). Velmi omezený výhled díky vzrostlým stromům je pak z Baby, z Brejlova není žádný.
Západní stranu vrchu těsně obepíná dálnice D10, na jejímž odpočívadle při severním okraji rezervace stojí vysloužilé letadlo Iljušin Il-18, sloužící dříve jako restaurace, později jako kavárna a prodejna.

## Geologie

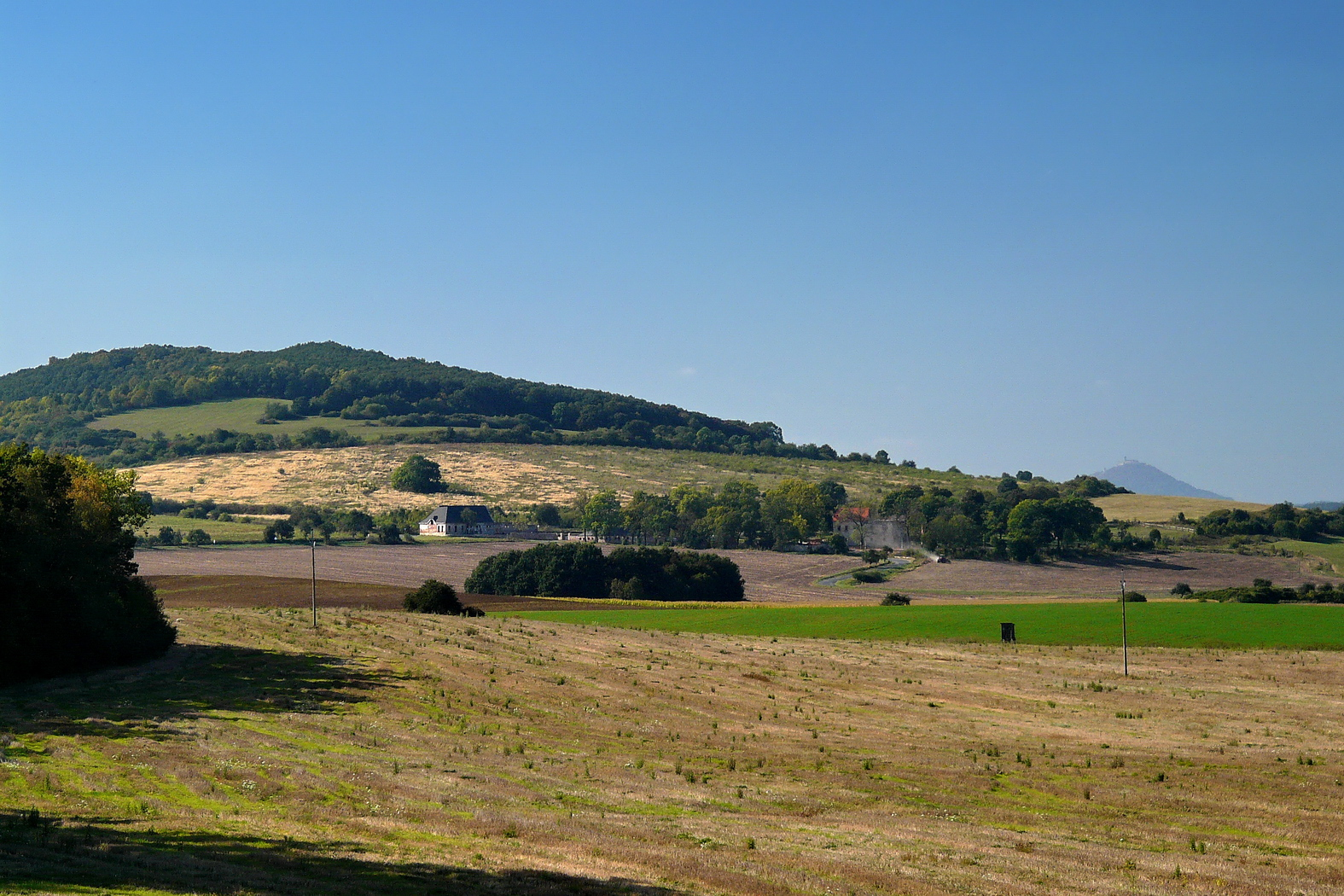
Vrcholy Baba a Dědek, dvůr Studénka, vpravo Bezděz

Souvrší je tvořeno vypreparovanými třetihorními sopečnými komíny Dědka a Baby. Ty jsou tvořeny čedičem (olivinický nefelinit) a komínovými brekciemi, které prorážejí okolní svrchnokřídové slínovce. Oba vrcholy jsou narušeny četnými trhlinami a starou těžbou. Uprostřed vulkanického tělesa je asi 100 m dlouhá a někde jen metr široká soutěska. Zde je možno pozorovat sérii hornin – kompaktní žíly olivinického nefelinitu se zrny olivínu, místy se rozpadající v pravidelných šestibokých sloupcích, dále brekcie, složené z ostrohranných úlomků vulkanických a slínovcových hornin, tufy, vzniklé spečením vulkanického popela. Zajímavostí jsou i porcelanity vzniklé přeměnou původních slínovců v kontaktu se žhavou lávou. V okolí jsou četná kamenná moře, na svazích sesuvy. Třetí vrchol Brejlov představuje další mocnou ložní žílu, která ale zatím nebyla odkryta. Souvrší Baba je podstatnou součástí podokrsku Kosmonoská výšina. Tuto výšinu dále tvoří čedičová žíla s bradleckou plošinou pod obcemi Kosmonosy a Bradlec.

## Geomorfologické zařazení
Vrch náleží do celku Jičínská pahorkatina, podcelku Turnovská pahorkatina, okrsku Mladoboleslavská kotlina a podokrsku Kosmonoská výšina, jehož je nejvyšším vrcholem.

## Přístup
Přes vrch prochází modrá turistická trasa spojující Horní Stakory s Bakovem nad Jizerou a pouze na Brejlov vede žlutě značená trasa ze stakorské silnice přes bývalou hájovnu Brejlov.

## Související článek
- PR Vrch Baba u Kosmonos